# Tectarius coronatus
Espèce
Tectarius coronatus est une espèce de mollusques gastéropodes de la famille des Littorinidae.
- Répartition : ouest de l’océan Indien et de l’océan Pacifique.
- Longueur : 4 cm.

## Source
- Arianna Fulvo et Roberto Nistri (2005). 350 coquillages du monde entier. Delachaux et Niestlé (Paris) : 256 p.  (ISBN 2-603-01374-2)